# Diversidad sexual en Chad
Las personas LGBTI en Chad se enfrentan a ciertos desafíos legales y sociales no experimentados por otros residentes. La homosexualidad en Chad es considerada un delito desde el 1 de agosto de 2017. Antes de que el nuevo código penal entrara en vigor en 2017, la actividad sexual entre personas adultas del mismo sexo nunca había sido criminalizada. No existe protección legal contra la discriminación basada en la orientación sexual y la identidad de género. Sin embargo, cuando una violación es cometida con base en la orientación sexual de la víctima, las penas son agravadas.

## Legislación sobre la actividad sexual entre personas del mismo sexo
La actividad sexual entre personas del mismo sexo es ilegal en Chad desde 2017. El 12 de diciembre de 2016, la Asamblea Nacional aprobó un código penal actualizado que penaliza tanto a las actividades sexuales homosexuales masculinas como femeninas mediante 111 votos favorables y 1 en contra. El 8 de mayo de 2017, el nuevo código penal fue promulgado por el Presidente Idriss Deby, entrando en vigor el 1 de agosto de 2017.
El Capítulo II sobre "Otros delitos contra la decencia" del Título VII (relacionado con delitos sexuales) del Código Penal, establece lo siguiente:
Artículo 354. Toda persona que tenga relaciones sexuales con personas del mismo sexo puede ser encarcelada por tres meses a dos años y una multa de entre 50.000 y 500.000 francos.
El Capítulo III sobre "Delitos de naturaleza sexual cometidos contra menores" del Título VIII (relativo a los delitos contra la persona o el estado del niño) del Código Penal, establece lo siguiente:
Artículo 360. Toda persona que, sin violencia, mantenga una relación sexual o practica el contacto sexual con una persona del mismo sexo menor de dieciocho años, será castigada con prisión de uno a tres años y una multa de 100.000 a 500.000 francos.

## Orientación sexual
El artículo 350(i) del Código Penal establece prisión de diez a veinte años cuando se comete la violación debido a la orientación sexual de la víctima.

## Identidad y expresión de género
Se desconoce la situación legal de las personas transgénero.